# Акиньшин, Александр Васильевич
Алекса́ндр Васи́льевич Аки́ньшин (29 августа 1921—27 января 2007) — советский солдат, в годы Великой Отечественной войны командир миномётного расчета 289-го гвардейского стрелкового полка 97-й гвардейской стрелковой дивизии 5-й гвардейской армии, гвардии старшина, полный кавалер ордена Славы.

## Биография
Родился 29 августа 1921 года в селе Новики (ныне Новомосковского района Тульской области) в семье крестьянина. Русский. Провёл в селе свои детские годы, учился в сельской школе. Позднее семья переехала в Москву. Александр окончил 10 классов и работал контролером ОТК, слесарем-сборщиком на московском радиозаводе.

### В годы Великой Отечественной войны
В 1942 году был призван в РККА. В боях Великой Отечественной войны с июля того же года. Воевал наводчиком миномёта, затем командиром миномётного расчета. В 1943 году вступил в ВКП(б)/КПСС.
5 января 1944 в боях за город Кировоград наводчик миномёта гвардии красноармеец Акиньшин вместе с бойцами уничтожил две противотанковые пушки с расчётами, пулемёт и до отделения солдат противника. Приказом от 12 февраля 1944 года гвардии красноармеец Акиньшин Александр Васильевич награждён орденом Славы III степени (№ 54945).
В конце февраля 1945 года в бою юго-восточнее населённого пункта Злоторыя (Польша) при расширении плацдарма на левом берегу реки Одер гвардии младший сержант Акиньшин уничтожил миномётным огнём три пулемёта, более отделения солдат противника и подавил два миномёта. Приказом от 27 апреля 1945 года гвардии младший сержант Акиньшин Александр Васильевич награждён орденом Славы II степени (№ 21242).
16 апреля 1945 года при прорыве обороны противника на реке Нейсе северо-восточнее города Вайсвассер (Германия) и при форсировании реки Шпрее расчёт гвардии младшего сержанта Акиньшина своим огнём уничтожил три пулемёта и подбил бронетранспортёр. 1 мая 1945 года при отражении контратак близ населённых пунктов Биберах и Кунцдорф (Германия) истребил из миномёта свыше взвода солдат противника.
Указом Президиума Верховного Совета СССР от 15 мая 1946 года «за исключительное мужество, отвагу и бесстрашие, проявленные на заключительном этапе Великой Отечественной войны в боях с гитлеровскими захватчиками», гвардии младший сержант Акиньшин Александр Васильевич награждён орденом Славы I степени (№ 1860). Стал полным кавалером ордена Славы.

### В послевоенные годы
В 1946 году демобилизован. Жил в городе Москве, окончил Московский авиационный техникум. До выхода на пенсию работал начальником бюро технического контроля на механическом заводе. Член совета ветеранов 97-й гвардейской стрелковой дивизии, секретарь совета ветеранов 5-й гвардейской армии. Также вёл общественную деятельность как член комиссии пропаганды Советского комитета ветеранов войны.
Участник  Парада Победы 1995 года. 
Умер 27 января 2007 года. Похоронен в Москве на Перепечинском кладбище (участок 3).

## Награды
- орден Отечественной войны I степени
- орден Славы I степени № 1860 (15 мая 1946)
- орден Славы II степени № 21242 (27 апреля 1945)
- орден Славы III степени № 54945 (12 февраля 1944)
- медали

## Память
Имя А. В. Акиньшина увековечено на аллее Героев (ул. Московская) города Новомосковска.